# Hipódromo
Hipódromo, auch als Barrio Hipódromo bezeichnet, ist eine Ortschaft in Uruguay.

## Geographie
Sie befindet sich auf dem Gebiet des Departamento Cerro Largo in dessen Sektor 11. Hipódromo liegt unmittelbar westlich der Departamento-Hauptstadt Melo und südlich von Barrio López Benítez.

## Infrastruktur
Durch Hipódromo führt die Ruta 26.

## Einwohner
Bei der Volkszählung im Jahr 2011 hatte Hipódromo 525 Einwohner, davon 252 männliche und 253 weibliche.
| Jahr | Einwohner |
| ---- | --------- |
| 1963 | 318       |
| 1975 | 413       |
| 1985 | 366       |
| 1996 | 432       |
| 2004 | 480       |
| 2011 | 525       |

Quelle: Instituto Nacional de Estadística de Uruguay